# El Hijo – A Wild West Tale
El Hijo – A Wild West Tale, zusammengesetzt aus Spanisch „El Hijo“ („der Sohn“ oder „das Kind“) und Englisch „A Wild West Tale“ („eine Wildwest-Geschichte“), meist abgekürzt schlicht El Hijo, ist ein gewaltfreies Stealth-Computerspiel entwickelt von Honig Studios, Quantumfrog und Publisher HandyGames.

## Handlung
Protagonist des Spiels ist ein namenloser sechsjähriger Junge. Nach einem Raubüberfall auf die Farm der Familie kommt der Vater ums Leben und die Mutter flieht mit ihrem Sohn.
Sie bringt ihn in ein nahegelegenes Kloster, um ihm Schutz und Bildung zu gewährleisten. Die Mutter lässt ihren Sohn im Kloster zurück und sucht nach den Banditen, welche sie überfallen haben.
Da der Junge seine Mutter vermisst, entschließt er sich aus dem Kloster zu fliehen und sie zu suchen. Dabei durchquert der Spieler 3 Gebiete, das Kloster, die Wüste und die Stadt. Er lernt in dieser Zeit neue Fähigkeiten, über den Überfall und das Leben im Wilden Westen.

## Spielprinzip und Technik
Der Spieler steuert den sechsjährigen Jungen in der isometrischen Perspektive durch 31 verschiedene Level. Ziel ist das Erreichen des Levelausgangs ohne von Gegnern gefangen zu werden. Das Spiel ist (nahezu) komplett gewaltfrei. Im Gegensatz zu anderen Schleichspielen hat der Spieler keine Möglichkeit, Gegner zu töten. Gegner müssen stattdessen geschickt abgelenkt werden oder die Umgebung kreativ benutzt werden, um das Level unentdeckt zu durchqueren.
Im Laufe des Spiels erhält der Spieler Kontrolle über Spielzeuge, die er zum Lösen von Rätseln lösen kann.
Auch kann durch diese Gegenstände mit der Umgebung interagiert werden, um Gegner abzulenken oder neue Wege durch Level zu finden:
- Steinschleuder: Zum Ablenken von Gegnern durch Geräusche und dem späteren zerstören von Objekten, wie Schlösser oder Vasen. Im Laufe der Geschichte wird diese ausgebaut.
- Aufziehspielzeug: Zieht Aufmerksamkeit durch die Sichtung auf sich. Kann zu einer begrenzten Anzahl in Leveln gefunden werden.
- Kaktusfrucht: Erzeugt eine Rauchwolke, wenn sie geworfen wird und blockiert die Sicht der Gegner. Diese kann ab der Hälfte der Geschichte gefunden werden.
- Feuerwerk: Betäubt Gegner und kann Gegenstände zerstören. Findet sich in späteren Abschnitten des Spiels.

Neben den Spielzeugen kann der Charakter mit zahlreichen Objekten in der Umgebung interagieren. Dabei kann der Begleiter-Vogel des Spielers Hinweise auf Interaktionen geben.
Es ist möglich:
- Sich in zahlreichen statischen und beweglichen Objekten zu verstecken. (z. B. Schränke, Fässer, Bisons)
- Einige Objekte können geschoben werden, um neue Wege zu erschließen oder bestehende Wege zu blockieren. (Die Bewegung erzeugt Geräusche und Aufmerksamkeit)
- Mit Hebeln können Fahrstühle bewegt oder Weichen gestellt werden
- Im Laufe des Spiels Loren zu fahren
- Oder in der Rolle der Mutter von El Hijo, Gegenstände zu überspringen oder sich an Kippen entlangzuhangeln

## Veröffentlichungen
Am 3. Dezember 2020 erfolgte die Erstveröffentlichung auf dem PC (Steam, GOG) und Google Stadia. Es handelt sich dabei um das erste PC und Konsolenspiel von Honig Studios, die zuvor auf mobile Applikation/Spiele und Webseiten spezialisiert waren.
Zum 25. März erfolge die Veröffentlichung auf den Plattformen Nintendo Switch, Playstation 4 und XBOX One.
Am 18. April wurde das Spiel außerdem auf der Streaming-Plattform Telekom Magenta Gaming veröffentlicht.

## Rezeption
Die Reviews der Fachpresse zu El Hijo waren durchwachsen. Gelobt wurden die Schleichmechanik, der Grafikstil und das gewaltfreie und frustlose Spielerlebnis. Der Business Insider lobt die schöne, bunte Spielwelt und die mit „einmaligen Zwischensequenzen“. Kritisiert wurden die Künstliche Intelligenz der Gegner, welche die PC Games als „unheimlich dämlich“ beschrieb sowie der insgesamt niedrige Schwierigkeitsgrad.

„El Hijo ist nicht grandios, keine Frage. [...] Nichtsdestotrotz kann das Western-Abenteuer dank eines wunderschönen Grafikstils und einer netten Schleichmechanik überzeugen.“

### Preise
Im Jahr 2021 wurde das Spiel durch verschiedene Institutionen der deutschen Medienbranche mit Preisen bedacht.
El Hijo gewann am 13. April 2021 den Deutschen Computerspielpreis in der Kategorie »Bestes Familienspiel«.
Beim Kinder Medien Festival Goldener Spatz am 11. Juni 2021 wurde das Spiel in der Kategorie »Gute Geschichten. Digital erzählt.« von der jungen Jury geehrt.
Am 4. November 2021 erfolgte die Auszeichnung beim pädagogischen Medienpreis.
Außerdem wurde das Spiel für den TOMMI – Deutscher Kindersoftwarepreis am 24. Oktober nominiert.